# 瞿佑
瞿 佑（く ゆう、1347年 - 1433年）は、中国元末明初の文人・著作家。字は宗吉。号は存斎。杭州銭塘県の出身。

## 生涯
生没年（1347年-1433年）の根拠とする出典は、生年が『重校剪燈新話後序』、没年が『列朝詩集小伝』および『浙江通志』である。
なお『列朝詩集小伝 乙集 瞿長史佑』には14歳時の逸話が収録されており、早くから詩名のあった詩人だったことが分かる。

## 著作
75歳の自筆『重校剪燈新話後序』前半には保安州に在るときに失われたものを思い出しながら列挙した著書名が記されている。
これらはほとんどが佚書となっているが、「紀事」の『剪燈録』の残編を集めた『剪燈新話』は現存、「作詩」の『香臺集』、「填詞」の『餘清曲譜』は部分現存、「攻文」の『存斎類編』に含まれる『帰田詩話』も現存する。